# Epiplatys
Epiplatys (лат.) — род африканских пресноводных лучепёрых рыб из семейства нотобранхиевых (Nothobranchiidae) отряда карпозубообразных. Близкими родами являются Aplocheilus и Pachypanchax, а также выделенные в отдельные роды Aphyoplatys и Pseudepiplatys.

## Описание
Некрупные (примерно до 10 см) рыбы с вытянутым телом. Спинной и анальный плавник сдвинуты в направлении хвостового. Рот, как правило, верхний. Многие представители рода питаются упавшими на поверхность воды насекомыми или, прыгая, ловят пролетающих низко над водой. Самцы окрашены ярче или несколько ярче, чем самки. Несезонные виды (икра не требует подсушивания для развития).
От родов Aplocheilus и Pachypanchax отличается тем, что нижняя ветвь задневисочной кости окостеневающая.

## Классификация
Признано 36 видов, по другим данным около 50 видов:
- Epiplatys annulatus (Boulenger, 1915)
- Epiplatys ansorgii (Boulenger, 1911)
- Epiplatys atratus Van der Zee, Mbimbe & Sonnenberg, 2013
- Epiplatys barmoiensis Scheel, 1968
- Epiplatys biafranus Radda, 1970
- Epiplatys bifasciatus (Steindachner, 1881)
- Epiplatys chaperi (Sauvage, 1882)
- Epiplatys chevalieri (Pellegrin, 1904)
- Epiplatys coccinatus Berkenkamp & Etzel, 1982
- Epiplatys dageti Poll, 1953
  - Epiplatys dageti dageti Poll, 1953
  - Epiplatys dageti monroviae Arnoult & Daget, 1965
- Epiplatys duboisi Poll, 1952
- Epiplatys esekanus Scheel, 1968
- Epiplatys etzeli Berkenkamp, 1975
- Epiplatys fasciolatus (Günther, 1866)
- Epiplatys grahami (Boulenger, 1911)
- Epiplatys guineensis Romand, 1994
- Epiplatys hildegardae Berkenkamp, 1978
- Epiplatys huberi (Radda & Pürzl, 1981)
- Epiplatys infrafasciatus (Günther, 1866)
- Epiplatys josianae Berkenkamp & Etzel, 1983
- Epiplatys lamottei Daget, 1954
- Epiplatys longiventralis (Boulenger, 1911)
- Epiplatys maeseni (Poll, 1941)
- Epiplatys mesogramma Huber, 1980
- Epiplatys multifasciatus (Boulenger, 1913)
- Epiplatys neumanni Berkenkamp, 1993
- Epiplatys njalaensis W. Neumann, 1976
- Epiplatys olbrechtsi Poll, 1941
- Epiplatys phoeniceps Huber, 1980
- Epiplatys roloffi Romand, 1978
- Epiplatys ruhkopfi Berkenkamp & Etzel, 1980
- Epiplatys sangmelinensis (Ahl, 1928)
- Epiplatys sexfasciatus T. N. Gill, 1862
  - Epiplatys sexfasciatus rathkei Radda, 1970
  - Epiplatys sexfasciatus sexfasciatus T. N. Gill, 1862
  - Epiplatys sexfasciatus togolensis Loiselle, 1971
- Epiplatys singa (Boulenger, 1899)
- Epiplatys spilargyreius (A. H. A. Duméril, 1861)
- Epiplatys zenkeri (C. G. E. Ahl, 1928)

## Распространение
Представители рода встречаются в Западной и Центральной Африке.